# 牛浜駅

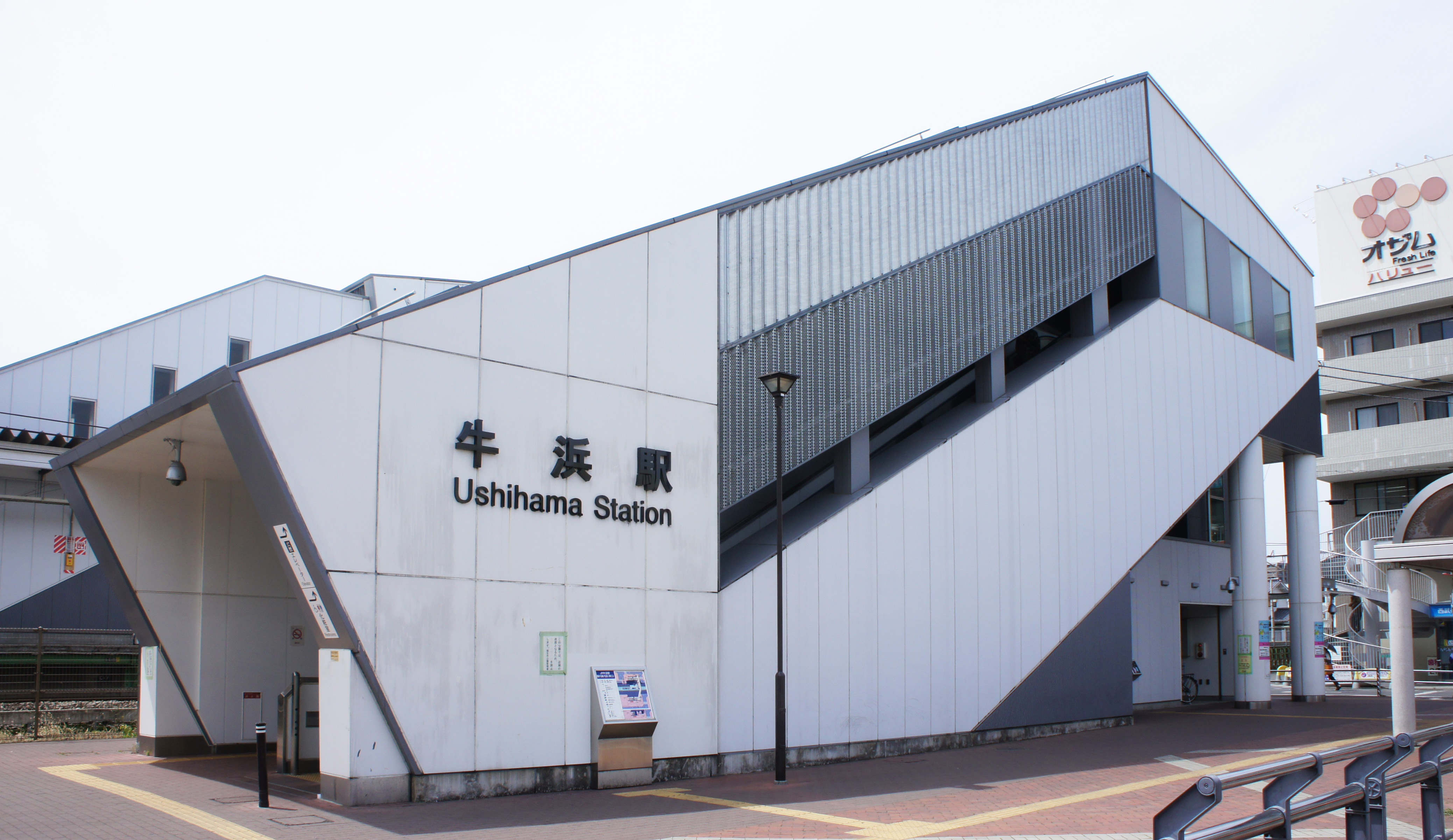
東口（2021年4月）

牛浜駅（うしはまえき）は、東京都福生市牛浜にある、東日本旅客鉄道（JR東日本）青梅線の駅である。駅番号はJC 56。八王子支社管轄。

## 歴史
1940年、立川飛行場の付属飛行場として陸軍多摩飛行場（現在の横田基地）が作られ、周囲に軍関係施設が相次いで開設されたことから、軍の下命により停留場を新設することになった。早急に開設すべきとの要望があったため一時仮停留場として設置し、定期券を所有する軍関係者に限り取り扱うこととした。仮停留場の位置は現在の「牛浜踏切」（ホーム拝島方脇）際にあり、駅事務所は建坪6.6坪、ホームは角材を井桁に積み上げたもので長さ70 mであった。1944年の国有化に合わせて駅舎工事を行ったが、戦時下の物資不足のため当初計画より規模を縮小して2代目駅舎を建設し、本停留場として開業した。

### 年表
- 1943年（昭和18年）3月1日：青梅電気鉄道の牛浜仮停留場として開業[3]。旅客駅[3]。
- 1944年（昭和19年）4月1日：青梅電気鉄道が国有化、運輸通信省青梅線の牛浜駅となる[3]。
- 1961年（昭和36年）3月28日：拝島 - 福生間複線化、橋上駅舎化（3代目駅舎）[1]。ホームを改築。
- 1966年（昭和41年）
  - 3月：5両から7両の編成長増大に対応するため、立川寄りにホームを延長。
  - 10月：7両編成運転開始。
- 1971年（昭和46年）2月1日：業務委託化[4]。
- 1980年（昭和55年）2月：立川寄りの踏切近くまでホームを延長。
- 1982年（昭和57年）
  - 10月：10両編成へ対応のため、青梅寄りにホームを延長。
  - 11月15日：10両編成運転開始。
- 1987年（昭和62年）4月1日：国鉄分割民営化に伴い、東日本旅客鉄道（JR東日本）の駅となる[3]。
- 1995年（平成7年）11月10日：自動改札機を設置し、供用開始[5]。
- 2001年（平成13年）11月18日：ICカード「Suica」の利用が可能となる[広報 1]。
- 2006年（平成18年）
  - 3月2日：みどりの窓口の営業を終了。
  - 3月3日：「もしもし券売機Kaeruくん」を設置[6]。
- 2011年（平成23年）10月4日：バリアフリー対応となる4代目駅舎の着工開始。
- 2012年（平成24年）
  - 2月6日：「もしもし券売機Kaeruくん」を廃止。
  - 10月19日：自由通路の開通式を開催する[7]。
  - 10月21日：新駅舎の供用開始（駅舎内エスカレーターおよび自由通路西側エスカレータを除く）[7]。
  - 12月14日：西口エスカレータ供用開始。
- 2013年（平成25年）3月25日：ホーム上り専用エスカレーター供用開始。駅舎建て替え工事完了。
- 2020年（令和2年）11月28日 - 11月29日：ホーム延伸に向けた線路切替工事を実施[8][9]。

## 駅構造
島式ホーム1面2線を有する地上駅で、橋上駅舎を持つ。旧駅舎の老朽化とバリアフリー化のため、2011年（平成23年）10月から建て替え工事が行われ、2013年（平成25年）3月に、エスカレーター5基、エレベーター3基を備えた新駅舎が竣工した。このうち東西両出入り口には、エレベーター、エスカレーター上下方向のすべてが完備されているが、改札内の駅舎とホームをつなぐ箇所には、エレベーターと昇りエスカレーターのみが設置されていて下りエスカレーターは省略されている。また改札正面の自由通路には足元までの大きなガラス窓が設置され、開放感のあるデザインになっている。
現駅舎は旧駅舎を使用中のまま新たに建設された関係上、旧駅舎とは位置がほとんど重複しないよう微妙にずれて建てられている。本体は旧駅舎より福生寄りに建てられていて、東口が線路から離れた場所にあるのも、旧駅舎の東口階段を避けてその外側に新たに建設されたためである。3代目駅舎時代の骨組みには一部古レールが使われていたが、現在もその一部がホーム中央部に残存している。
JR東日本ステーションサービスが業務を受託する業務委託駅で、拝島駅が当駅を管理している。駅舎内には自動券売機2台（内1台は多機能券売機）と自動改札機3台、自動精算機1台が設置されている。終電後の時間帯は改札全体と自動券売機部分を覆うシャッターが下りるが、自由通路（延長79.7 m、有効幅員3.4 - 7.1 m）は福生市市道のため夜間も通行でき、エレベーター、エスカレーターも終日使用できる。初電から朝6時半まで有人改札の窓口はシャッターが下りていて、自動券売機も使用できず乗車駅証明書発行機を利用する。また上記を含め初電から終電まで1日7回、合計6時間11分にわたり駅員の休憩のため有人改札通路の窓口はシャッターが下りるが、通路の自動ドアは当然ながら自動開閉し、通路脇には集札箱も設置されている。駅員休憩時間には室内に駅員がいても対応はできないので、精算機で不可能な精算等は自動ドア利用の上、後日申し出るようにとの趣旨の案内がある。また2019年3月ダイヤ改正時よりホーム上の発車予定時刻表が撤去された。これは次発、次々発の列車はホームや改札の電光表示板を見れば分かるためであるが、改札口外側の時刻表は撤去されていない。
2020年11月28日夜間 - 11月29日早朝にかけて、2023年度末に予定されている中央線（快速）等のグリーン車サービス開始に向けてのホーム延伸に伴う線路切替工事が実施された。下り線の線路（約160 m）を約60 cm移動させ、後日ホームの拡幅（約40 m）および延伸（約30 m）が行われる予定である。2024年10月12日までにこれらの工事を全て完了し、翌日10月13日より快速電車・青梅線における12両編成の運転が一部列車で開始された。

### のりば
| 番線 | 路線           | 方向 | 行先                       | 備考                                         |
| ---- | -------------- | ---- | -------------------------- | -------------------------------------------- |
| 1    | 青梅線・中央線 | 上り | 拝島・立川・新宿・東京方面 | 立川駅から 中央線へ直通 （東京方面行の列車） |
| 2    | 青梅線         | 下り | 青梅・御嶽・奥多摩方面     |                                              |

（出典：JR東日本:駅構内図）

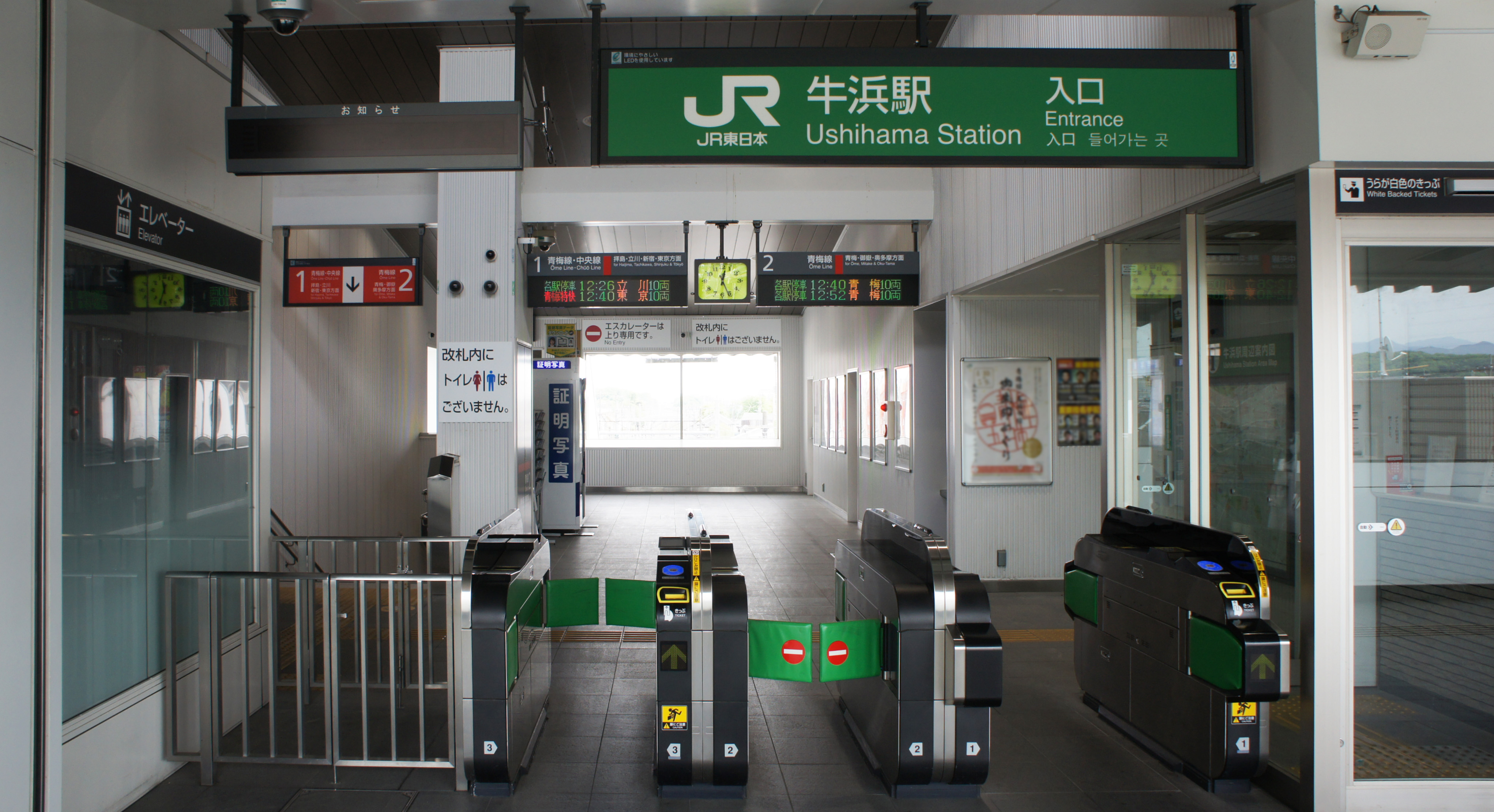
改札口（2021年4月）
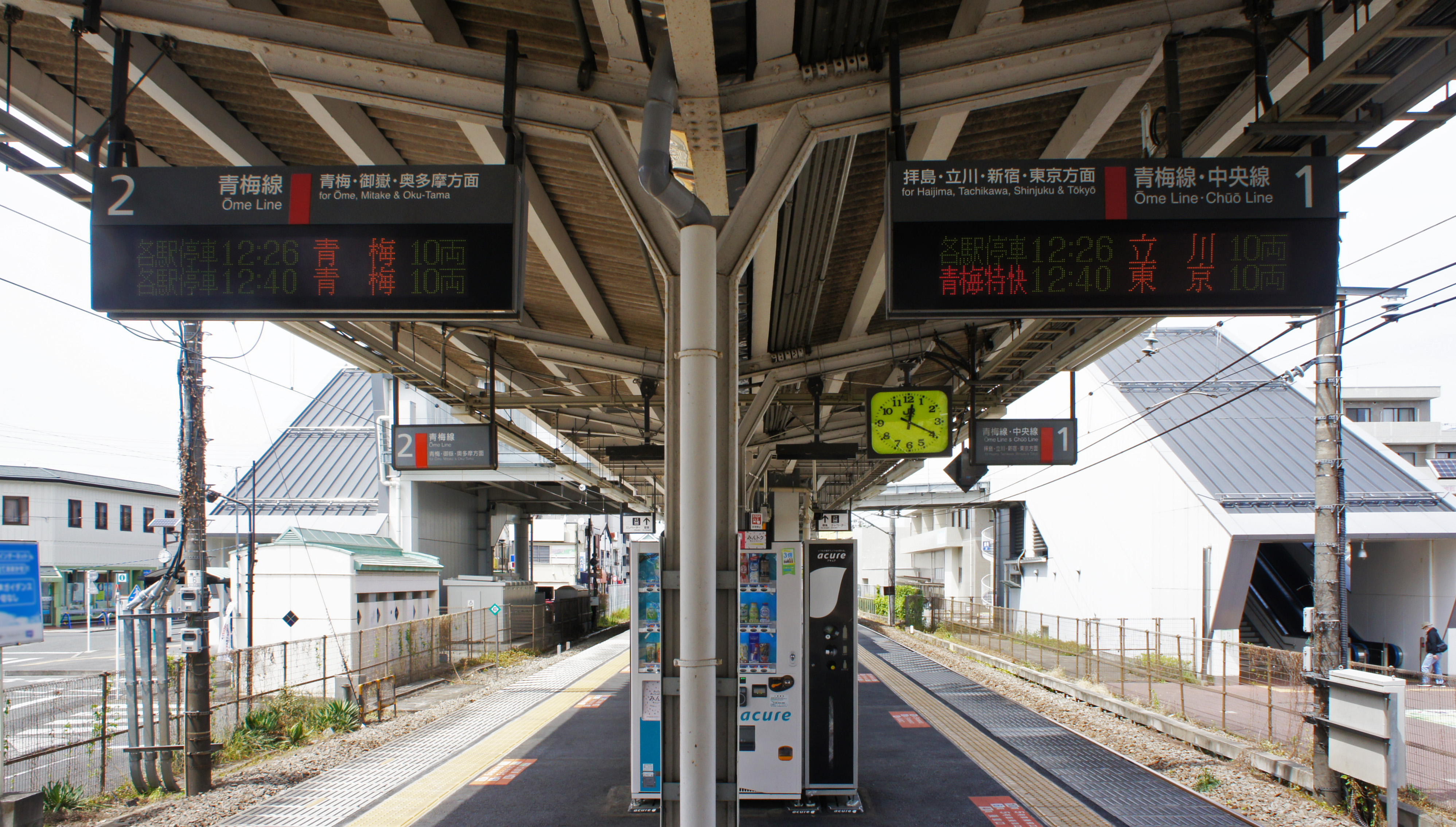
ホーム（2021年4月）

### 3代目駅舎の概況
複線化された1961年に青梅線内では最も早く橋上駅舎として建て替えられた。平成元年ごろ東口の北側階段が増設され東口公衆便所が改修されたのち、自動改札化された。改札とホームとを結ぶ階段は1箇所のみでエスカレーター、エレベーターはなく売店、トイレもなかった。
有人のみどりの窓口があったが2006年（平成18年）に閉鎖され、その代替として「もしもし券売機Kaeruくん」（営業時間:6:30 - 22:00）が設置されたものの2012年2月6日20時をもって営業終了し撤去された。代替として多機能券売機1台が設置された。構内は自動券売機3台、自動改札3台、自動精算機1台で、横田基地の日米友好祭やマラソン大会などのイベントがある時は簡易Suicaが設置された。朝6時半まで窓口と自動券売機部分にシャッターが下りていて、乗車駅証明書が改札脇の箱に置いてあった。のちに乗車駅証明書発行機が設置されるようになり、日中はカバーが掛けられていた。
東口・西口の階段、通路および改札内外が狭いため、駅周辺でイベントが行われる時は駅員を増員し臨時切符売り場が設けられていた。

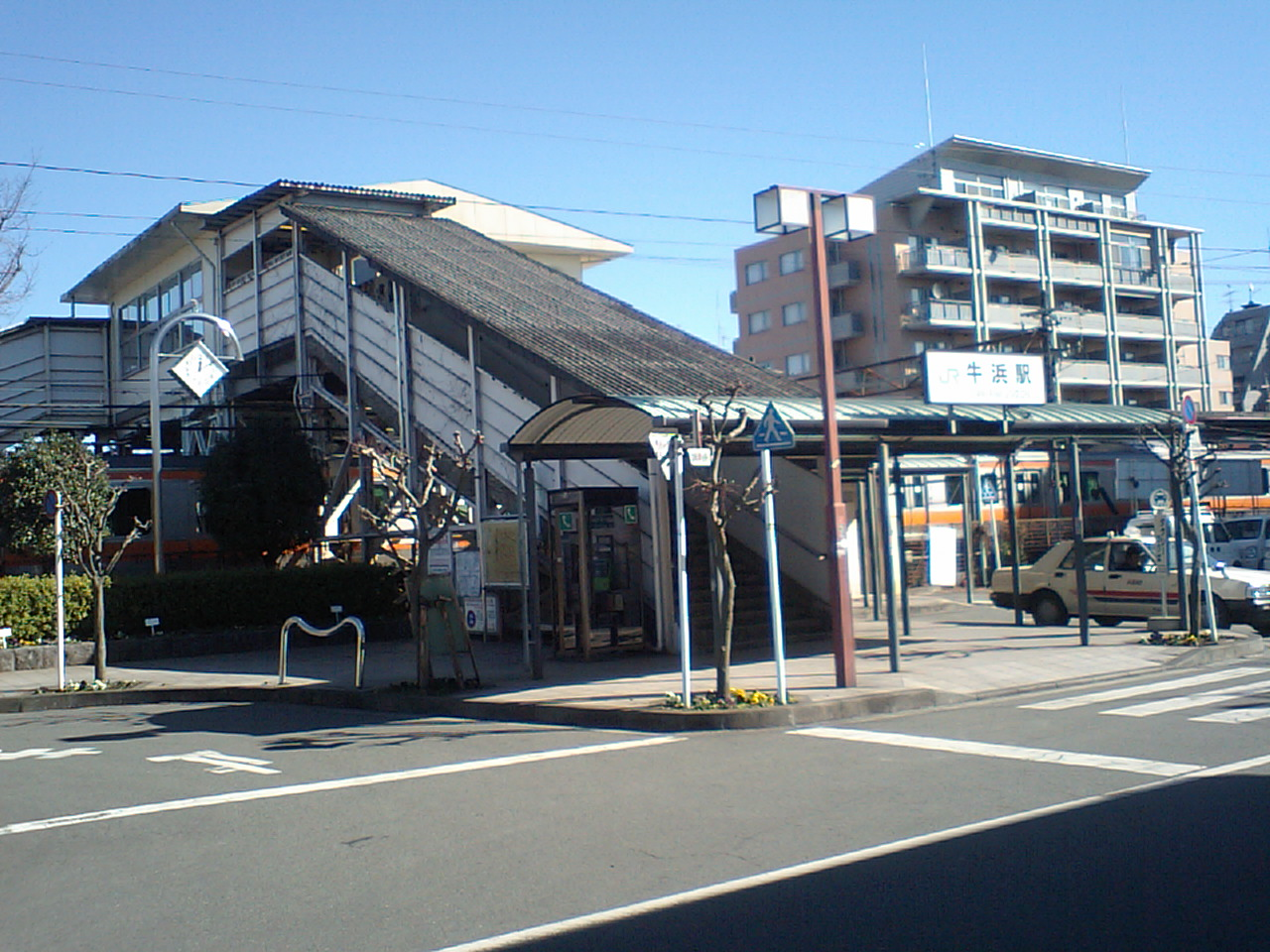
西口（2009年1月25日）
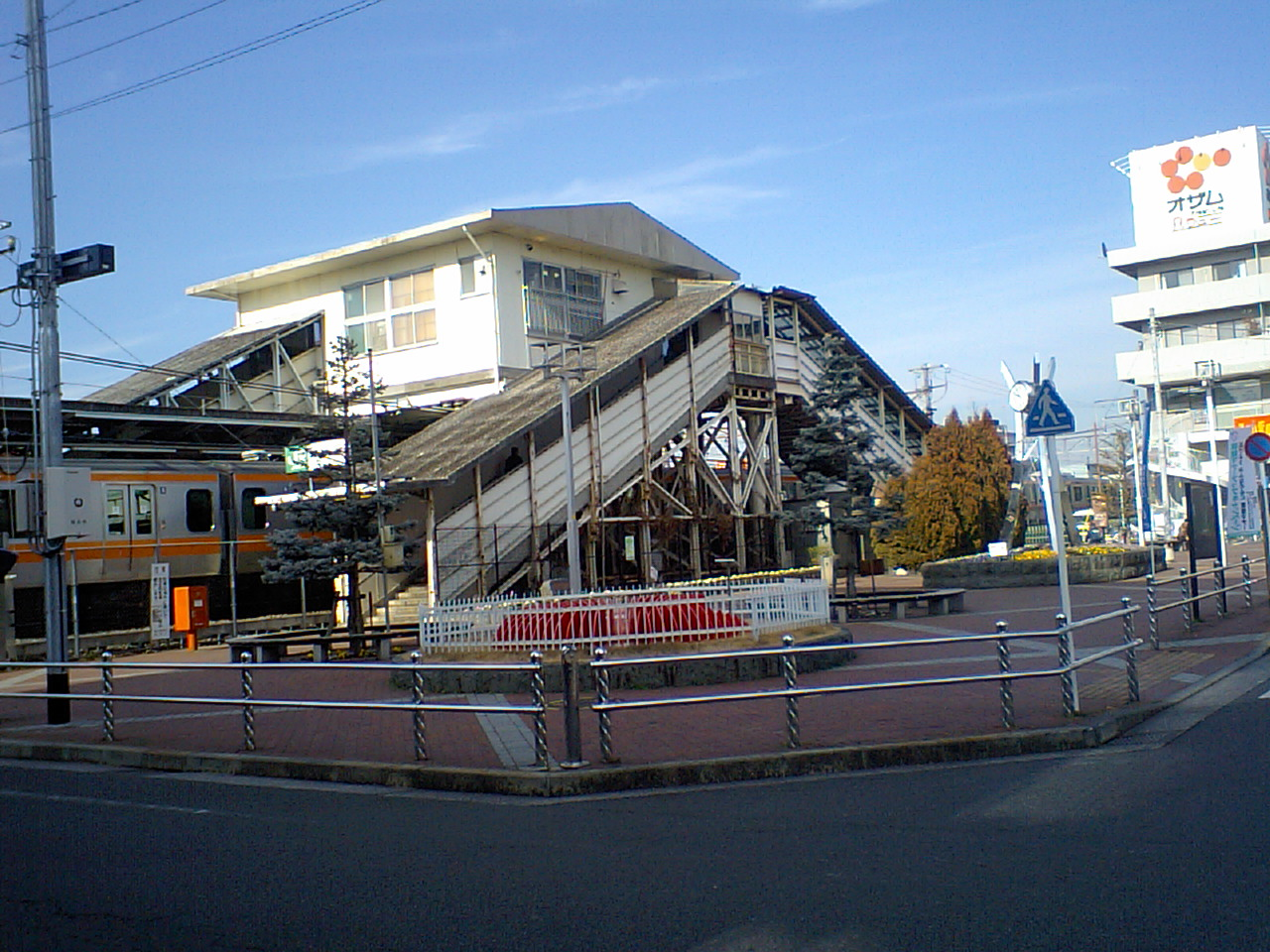
東口（2009年1月27日）
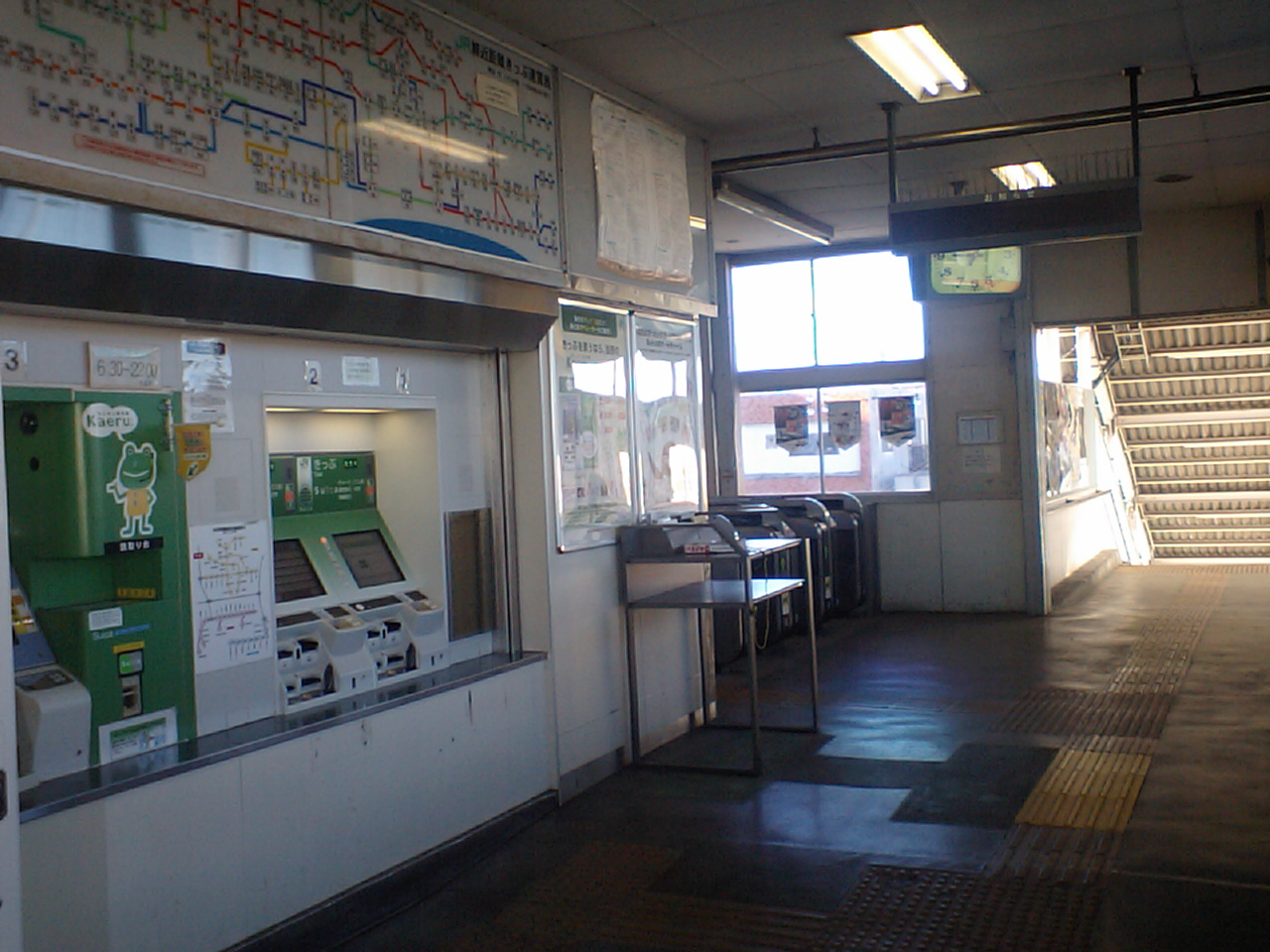
駅舎内部（2009年1月）

## 利用状況
2023年度（令和5年度）の1日平均乗車人員は4,213人である。横田基地第5ゲートの最寄り駅であり、近年は9月の連続する土曜・日曜に行われている「日米友好祭」の開催時は例年10万人以上の人出で大混雑を極め、ICカード普及以前には東口駅前公園に臨時切符売り場が設けられていた。
1990年度（平成2年度）以降の1日平均乗車人員の推移は下記の通り。
| 年度               | 1日平均 乗車人員 | 出典     |
| ------------------ | ---------------- | -------- |
| 1990年（平成02年） | 4,197            | [ * 1 ]  |
| 1991年（平成03年） | 4,388            | [ * 2 ]  |
| 1992年（平成04年） | 4,468            | [ * 3 ]  |
| 1993年（平成05年） | 4,419            | [ * 4 ]  |
| 1994年（平成06年） | 4,326            | [ * 5 ]  |
| 1995年（平成07年） | 4,238            | [ * 6 ]  |
| 1996年（平成08年） | 4,326            | [ * 7 ]  |
| 1997年（平成09年） | 4,240            | [ * 8 ]  |
| 1998年（平成10年） | 4,244            | [ * 9 ]  |
| 1999年（平成11年） | 4,254            | [ * 10 ] |
| 2000年（平成12年） | 4,238            | [ * 11 ] |
| 2001年（平成13年） | 4,224            | [ * 12 ] |
| 2002年（平成14年） | 4,314            | [ * 13 ] |
| 2003年（平成15年） | 4,286            | [ * 14 ] |
| 2004年（平成16年） | 4,309            | [ * 15 ] |
| 2005年（平成17年） | 4,250            | [ * 16 ] |
| 2006年（平成18年） | 4,323            | [ * 17 ] |
| 2007年（平成19年） | 4,391            | [ * 18 ] |
| 2008年（平成20年） | 4,348            | [ * 19 ] |
| 2009年（平成21年） | 4,317            | [ * 20 ] |
| 2010年（平成22年） | 4,248            | [ * 21 ] |
| 2011年（平成23年） | 4,154            | [ * 22 ] |
| 2012年（平成24年） | 4,330            | [ * 23 ] |
| 2013年（平成25年） | 4,321            | [ * 24 ] |
| 2014年（平成26年） | 4,343            | [ * 25 ] |
| 2015年（平成27年） | 4,454            | [ * 26 ] |
| 2016年（平成28年） | 4,504            | [ * 27 ] |
| 2017年（平成29年） | 4,539            | [ * 28 ] |
| 2018年（平成30年） | 4,596            | [ * 29 ] |
| 2019年（令和元年） | 4,475            | [ * 30 ] |
| 2020年（令和02年） | 3,289            |          |
| 2021年（令和03年） | 3,546            |          |
| 2022年（令和04年） | 4,019            |          |
| 2023年（令和05年） | 4,213            |          |

## 駅周辺
駅周辺は普通の住宅街だが、東側約600 mの国道16号線沿いに米軍横田基地があることから、この付近にはかつての米軍人向けの米国風貸家「米軍ハウス」やミリタリーショップ、アメリカンフードといった関連の民間施設が並んでいる。
東口
- 福生市民会館・公民館
- 福生市立中央図書館・郷土資料室
- 福生市茶室「福庵」
- 福生野球場
- 福生公園
- 牛浜こども園
- オザムバリュー牛浜店
- 防衛省北関東防衛局横田防衛事務所
- 立川バス福生営業所
- 東京消防庁福生消防署熊川出張所
- 東京都道7号杉並あきる野線（五日市街道）
- 国道16号
- 米軍横田基地第5ゲート

西口
- 西武信用金庫牛浜支店
- 福生牛浜郵便局
- 法務省東京法務局西多摩支局
- 国土交通省関東地方整備局京浜河川事務所多摩川上流出張所
- 東京都西多摩建設事務所福生工区
- 多摩川中央公園
- 東京都道7号杉並あきる野線（五日市街道）
- 東京都道29号立川青梅線（奥多摩街道）・（新奥多摩街道）
- 五日市線熊川駅（南方へ約900 m）

## バス路線
2024年（令和6年）現在は牛浜駅を発着する路線バスは存在せず、当駅近くにある新奥多摩街道と五日市街道が交わる牛浜郵便局前交差点付近に「牛浜駅入口」停留所が存在する。この停留所はかつて「牛浜郵便局」の名称で、1997年まで立83（立川駅北口 - 宮沢 - 拝島営業所 - 福生駅西口）および拝13（拝島営業所 - 福生駅西口）が経由していたが、牛浜駅最寄りの停留所である事は現在でも変わりないものの路線自体は拝島営業所（現：拝島操車場）および拝島駅で分断されている。
1982年（昭和57年）頃までは牛浜駅西口発着で牛11（牛浜駅 - 福生団地中央）が発着していた。現在でも牛浜駅西口近くと新奥多摩街道の牛浜駅入口近くの大型通行禁止の標識には「路線バスを除く」という補助標識が付いたまま残されている。

### 牛浜駅入口
北方向
- 立89・拝19：福生営業所

南方向
- 立88：立川駅北口（拝島操車場・宮沢経由）
- 拝18：拝島駅（内出東経由）

2018年（平成30年）7月の立川バス福生営業所開設によって新設されたが、2022年（令和4年）9月までは牛浜駅入口が終点だった。その後、福生営業所まで延伸されている。なお、系統番号が異なるのは立川駅・拝島駅方向が福生営業所ではなく福生市役所始発のためである。

## 隣の駅
東日本旅客鉄道（JR東日本）
 青梅線
■特別快速「ホリデー快速おくたま」（土休日のみ）
通常は通過（横田基地日米友好祭開催日のみ停車）
■通勤特快（平日上りのみ）・■青梅特快・■通勤快速（平日下りのみ）・■快速・■各駅停車（以上はいずれも青梅線内は各駅に停車）
拝島駅 (JC 55) - 牛浜駅 (JC 56) - 福生駅 (JC 57)

### 記事本文
1. 1 2 3  『週刊 JR全駅・全車両基地』 46号 甲府駅・奥多摩駅・勝沼ぶどう郷駅ほか79駅、朝日新聞出版〈週刊朝日百科〉、2013年7月7日、22頁。
2. ↑  三村章「戦時下の青梅線　軍需駅誕生と複線の歩み」、『多摩のあゆみ』第141号、財団法人たましん地域文化財団
3. 1 2 3 4  石野哲 編『停車場変遷大事典 国鉄・JR編 II』（初版）JTB、1998年10月1日、193頁。ISBN 978-4-533-02980-6。
4. ↑  「青梅、五日市線 来月から営業近代化」『交通新聞』交通協力会、1971年1月28日、1面。
5. ↑  「JR年表」『JR気動車客車編成表 '96年版』ジェー・アール・アール、1996年7月1日、182頁。ISBN 4-88283-117-1。
6. ↑  “みどりの窓口リストラ”. 朝日新聞 (朝日新聞社):  p. 23 夕刊. (2006年7月11日)
7. 1 2  『牛浜駅自由通路開通式を行います』（PDF）（プレスリリース）福生市、2012年10月12日。オリジナルの2020年8月28日時点におけるアーカイブ。2020年8月28日閲覧。
8. 1 2 3  『青梅線 牛浜駅線路切換工事に伴う列車の運休等について』（PDF）（プレスリリース）東日本旅客鉄道八王子支社、2020年8月26日。オリジナルの2020年8月27日時点におけるアーカイブ。2020年8月27日閲覧。
9. 1 2  “一夜で線路160メートルを移設 JR青梅線牛浜駅”. 朝日新聞. (2020年11月30日).  オリジナルの2020年12月16日時点におけるアーカイブ。 2020年12月16日閲覧。
10. ↑  中央線快速・青梅線でグリーン車サービスを開始します ～快適な移動空間の提供を通じ、輸送サービスの質的変革を目指します～ 2024年9月10日 JR東日本
11. ↑  FSS イベント概要
12. ↑  “（各駅停話）牛浜駅 米軍ハウス、アート育む”. 朝日新聞 (朝日新聞社). (2014年11月15日).  オリジナルの2020年8月30日時点におけるアーカイブ。 2020年8月30日閲覧。

#### 広報資料・プレスリリースなど一次資料
1. ↑  “Suicaご利用可能エリアマップ（2001年11月18日当初）” (PDF).   東日本旅客鉄道. 2019年7月27日時点のオリジナルよりアーカイブ。2020年4月27日閲覧。

### 利用状況
1. ↑  東京都統計年鑑 - 東京都

JR東日本の2000年度以降の乗車人員
1. ↑  各駅の乗車人員（2000年度） - JR東日本
2. ↑  各駅の乗車人員（2001年度） - JR東日本
3. ↑  各駅の乗車人員（2002年度） - JR東日本
4. ↑  各駅の乗車人員（2003年度） - JR東日本
5. ↑  各駅の乗車人員（2004年度） - JR東日本
6. ↑  各駅の乗車人員（2005年度） - JR東日本
7. ↑  各駅の乗車人員（2006年度） - JR東日本
8. ↑  各駅の乗車人員（2007年度） - JR東日本
9. ↑  各駅の乗車人員（2008年度） - JR東日本
10. ↑  各駅の乗車人員（2009年度） - JR東日本
11. ↑  各駅の乗車人員（2010年度） - JR東日本
12. ↑  各駅の乗車人員（2011年度） - JR東日本
13. ↑  各駅の乗車人員（2012年度） - JR東日本
14. ↑  各駅の乗車人員（2013年度） - JR東日本
15. ↑  各駅の乗車人員（2014年度） - JR東日本
16. ↑  各駅の乗車人員（2015年度） - JR東日本
17. ↑  各駅の乗車人員（2016年度） - JR東日本
18. ↑  各駅の乗車人員（2017年度） - JR東日本
19. ↑  各駅の乗車人員（2018年度） - JR東日本
20. ↑  各駅の乗車人員（2019年度） - JR東日本
21. ↑  各駅の乗車人員（2020年度） - JR東日本
22. ↑  各駅の乗車人員（2021年度） - JR東日本
23. ↑  各駅の乗車人員（2022年度） - JR東日本
24. ↑  各駅の乗車人員（2023年度） - JR東日本

東京都統計年鑑
1. ↑  東京都統計年鑑（平成2年）
2. ↑  東京都統計年鑑（平成3年）
3. ↑  東京都統計年鑑（平成4年）
4. ↑  東京都統計年鑑（平成5年）
5. ↑  東京都統計年鑑（平成6年）
6. ↑  東京都統計年鑑（平成7年）
7. ↑  東京都統計年鑑（平成8年）
8. ↑  東京都統計年鑑（平成9年）
9. ↑  東京都統計年鑑（平成10年） (PDF)
10. ↑  東京都統計年鑑（平成11年） (PDF)
11. ↑  東京都統計年鑑（平成12年）
12. ↑  東京都統計年鑑（平成13年）
13. ↑  東京都統計年鑑（平成14年）
14. ↑  東京都統計年鑑（平成15年）
15. ↑  東京都統計年鑑（平成16年）
16. ↑  東京都統計年鑑（平成17年）
17. ↑  東京都統計年鑑（平成18年）
18. ↑  東京都統計年鑑（平成19年）
19. ↑  東京都統計年鑑（平成20年）
20. ↑  東京都統計年鑑（平成21年）
21. ↑  東京都統計年鑑（平成22年）
22. ↑  東京都統計年鑑（平成23年）
23. ↑  東京都統計年鑑（平成24年）
24. ↑  東京都統計年鑑（平成25年）
25. ↑  東京都統計年鑑（平成26年）
26. ↑  東京都統計年鑑（平成27年）
27. ↑  東京都統計年鑑（平成28年）
28. ↑  東京都統計年鑑（平成29年）
29. ↑  東京都統計年鑑（平成30年）
30. ↑  東京都統計年鑑（平成31年・令和元年）